# Christian Colbjørnsen

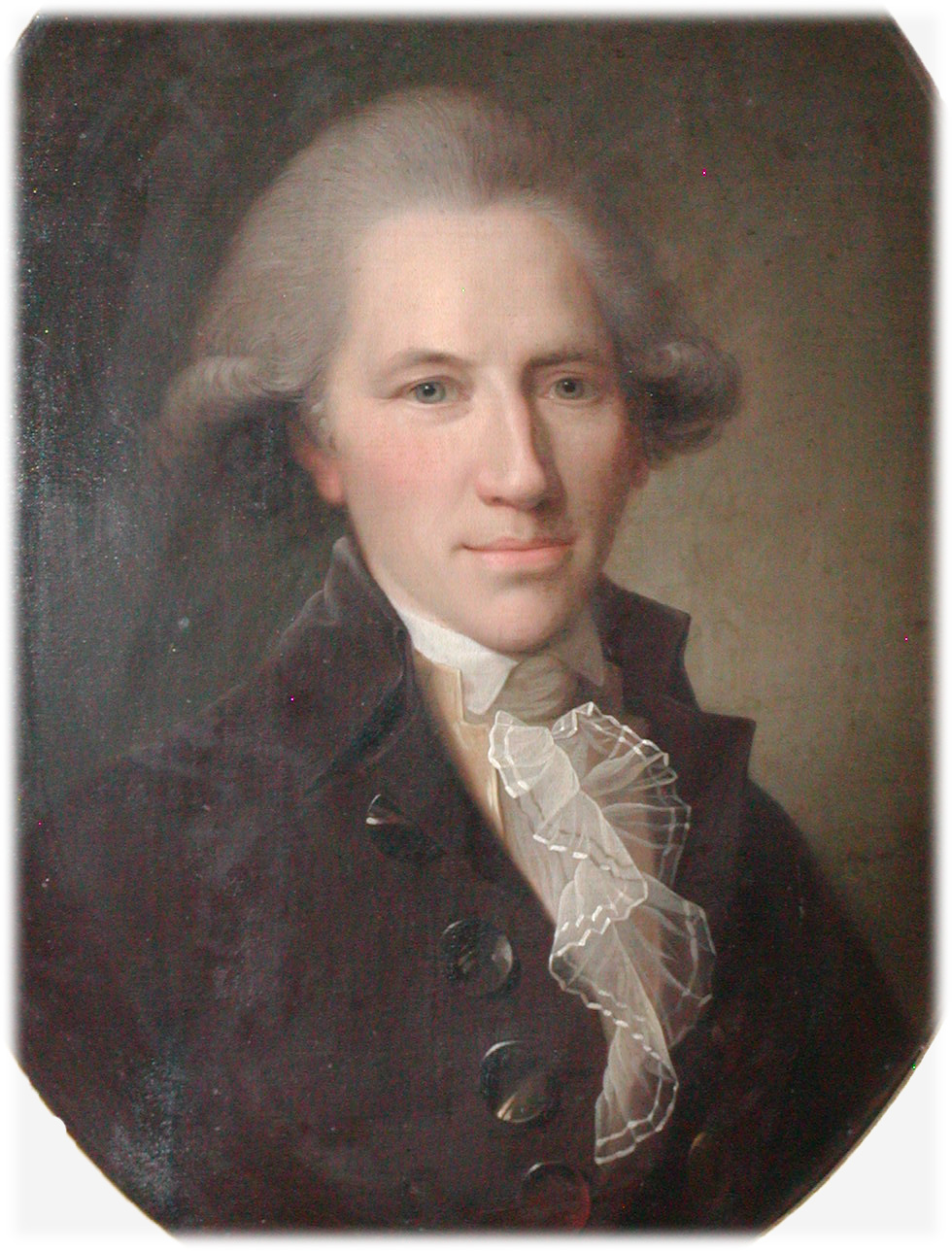
Christian Colbjørnsen, porträtt av Jens Juel.

Christian Colbjørnsen, född den 29 januari 1749 i Romerike, död den 17 december 1814, var en dansk-norsk politiker, ämbetsman och jurist. Han var bror till Jakob Edvard Colbjørnsen.
Colbjørnsen blev 1773 advokat vid Højesteret och gjorde snart sitt namn känt och aktat genom en glänsande vältalighet och ett ovanligt skarpsinne. Han blev 1780 "kammeradvokat" (det vill säga regeringens juridiske rådgivare), men måste 1785 till följd avbruten hälsa övergiva sakförarkallet. Redan året därpå blev han medlem av och sekreterare i den stora landbokommissionen samt var den verksammaste kraften i dess arbeten, varigenom bondeståndet höjdes från träldom till frihet och hela landet sålunda från armod till välstånd.
År 1787 blev han assessor i Højesteret. Som sådan vann han ett mångsidigt inflytande på sitt lands lagstiftning, särskilt genom upprättandet av förlikningskommissioner (1795) och genom förordningen om rättsvårdens förbättring (1796). Han var också ivrare för tryckfriheten och fiende till adeln samt riktade 1790 ett skarpt angrepp mot de jylländska godsägarna, som klagade över stavnsbaandets upphävande. Men som förkämpe för enväldet kom han att stå som avfälling i frihetskämparnas ögon, varför han blev föremål för mycket närgående angrepp av Peter Andreas Heiberg. År 1804 blev han justitiarius i Højesteret och fick 1812 geheimerådstitel.